# Moxibustión
La moxibustión (en chino simplificado y tradicional, 灸; pinyin, jiǔ) es un tratamiento que forma parte de la medicina tradicional china. Utiliza las hojas pulverizadas, secadas y trituradas de la planta Artemisia abrotanum (abrótano macho) a la que se le da forma de cigarro denominado moxa. La evidencia científica disponible no avala su uso en la prevención o el tratamiento del cáncer ni su uso para ninguna otra enfermedad, pero juega un importante rol en los sistemas de medicina de China, Japón, Corea, Vietnam, Tíbet y Mongolia. Los proveedores usualmente envejecen el abrótano y lo muelen hasta convertirlo en polvo; y los practicantes lo queman o lo procesan aún más en escamas que recuerdan a cigarros. A veces lo usan indirectamente, con agujas de acupuntura, y otras lo queman cerca de la piel del paciente.
El 16 de noviembre de 2010, la Unesco declaró la moxibustión y la acupuntura china como Patrimonio Cultural Inmaterial de la Humanidad.

## Terminología
El carácter chino para formar moxa es el segundo de los dos que forman la palabra china para "acupuntura" zhēnjiǔ (鍼灸) ya que una terapia va unida a la otra.

## Teoría y práctica
Los practicantes usan moxa para entibiar regiones y puntos de acupuntura con la intención de estimular el organismo a través de puntos concretos ayudando a estimular el flujo de sangre y qi. La moxibustión es utilizada en territorio nacional, en muchos hospitales públicos para ayudar al posicionamiento "de cabeza" del feto que se está presentando "de nalgas" con parto distócico.
Los historiadores de la medicina aseguran que la moxibustión es previa a la acupuntura, y el suplemento de la moxa es después del 200 a. C. 
Diferentes escuelas de medicina tradicional china, usan la moxa de distinta manera dependiendo de lo que quieran tratar. Por ej. se puede usar directamente sobre la piel, o en forma de rollos de moxa y lo usan sobre el punto a tratar. También es común tratar conos de moxa sobre una fina rodaja de raíz de jengibre. 
Bian Que (fl. circa 500 a. C.), uno de los más famosos doctores de la China clásica y el primer especialista en moxibustión, discutía el beneficio de la moxa en la acupuntura en su clásico trabajo. Él aseveraba que ella traía nuevas energías al cuerpo tratando tanto excesos como deficiencias. Pero a su vez, advertía contra el uso de la acupuntura en ciertos debilitados pacientes, en la seguridad que con la manipulación de las agujas se podía perder demasiada energía.
El trabajo clásico, Gao Huang Shu (膏肓俞), se especializa solamente en dar indicaciones de la moxa sobre un solo punto (穴). 
Se anota que el taoísmo usa moxibustión a lo largo de la astrología médica china para la longevidad.
Los expertos pueden usar agujas de acupuntura de varios materiales en combinación con moxa, dependiendo de la dirección del flujo qi que desean estimular.

## Investigación médica
La primera publicación científica moderna sobre la moxibustión fue escrita en 1927 por el médico japonés Hara Shimetarō que llevó a cabo una investigación acerca de los efectos hematológicos de la moxibustión. Dos años más tarde, su tesis doctoral sobre ese asunto fue aceptada por la Facultad de Medicina de la Universidad Imperial de Kyushu. la última publicación de Hara apareció en 1981.
Ensayos controlados aleatorizados realizados en 1998 sugieren que la moxibustión sola, en combinación con la acupuntura, o en combinación con la versión cefálica externa puede ser efectiva para variar la presentación de nalgas de los bebés. El mecanismo de acción propuesto es que la moxibustión provoca la liberación de estrógeno placentario y las prostaglandinas, que conducen a las contracciones uterinas que cambian la posición del bebé. Una revisión Cochrane de estos estudios encontró que diferían demasiado para llevar a cabo un metaanálisis y pidió más pruebas experimentales.
Se han realizado revisiones sistemáticas sobre la eficacia de la moxibustión para el tratamiento del dolor, el cáncer, accidente cerebrovascular, estreñimiento, colitis ulcerosa, e hipertensión. Estas revisiones sistemáticas han hallado que estos estudios son baja calidad y los positivos podrían deberse a un sesgo de publicación. De acuerdo con la Sociedad Americana Contra el Cáncer, "la evidencia científica disponible no apoya las afirmaciones de que la moxibustión es eficaz para prevenir o tratar el cáncer o cualquier otra enfermedad".